# Niewolnictwo w Polsce
Niewolnictwo na ziemiach polskich prawdopodobnie sięga początków państwa polskiego.

## W średniowieczu
Na terytorium państwa polskiego do końca średniowiecza istnieli niewolnicy (ludzie niewolni). Ich liczba nie była znaczna i dlatego nie odgrywali oni dużego znaczenia gospodarczego; rekrutowali się głównie z jeńców wojennych i służyli jako czeladź, pracownicy w kopalniach i osadzani na roli chłopi. Podobnie jak w pozostałej części kontynentu, wraz z ograniczeniem dopływu niewolników i zmianami społeczno-gospodarczymi, od XIII wieku liczba niewolników malała, a ich status z czasem upodobnił się do statusu chłopskiej ludności zależnej. Istniała także inna grupa ludzi, co do której istnieją wątpliwości, czy można ją uznać za niewolników. Pewne grupy ludności chłopskiej, zwane w materiale dyplomatycznym (tj. w dokumentach) decimi – czyli ludnością dziesiętniczą, grupowane w dziesiątki, a te z kolei w setki (z setnikiem na czele), osadzane były na określonym obszarze gruntu, z którego zobowiązane były dostarczać władcy część dochodów. W historiografii nie jest rozstrzygnięte, czy ludność ta posiadała osobowość prawną, a kwestia ta stanowi jeden z kluczowych elementów przesądzających o posiadaniu – lub nie – statusu niewolnika.

## Polska szlachecka
Toczy się ożywiona dyskusja dotycząca zagadnienia, czy chłopów pańszczyźnianych w Rzeczypospolitej szlacheckiej należy uważać za niewolników. Zagadnienie to wiąże się z faktem, iż w epoce nowożytnej chłopi polscy popadli w tzw. wtórne poddaństwo. Nazwa tego zjawiska wzięła się z regresu pozycji chłopów (cieszących się od XIII do XVI wieku dużą dozą wolności osobistej), jaka nastąpiła wraz z rozwojem gospodarki folwarcznej i stopniowym przywiązywaniem chłopów do ziemi (w 1496 roku sejm ograniczył prawo opuszczania wsi bez zgody pana). Pojawia się liczna literatura sugerująca takie spojrzenie na pozycję chłopów (Ludowa historia Polski Adama Leszczyńskiego [2020], Bękarty pańszczyzny Michała Rauszera [2020], Chamstwo Kacpra Pobłockiego [2021], Śladami Szeli, czyli diabły polskie Piotra Korczyńskiego [2021], czy Pańszczyzna. Prawdziwa historia polskiego niewolnictwa Kamila Janickiego [2021]).
Na ziemiach polskich pojawiali się także niewolnicy sprowadzani zza granicy. Czarnoskórych niewolników sprowadzano do Polski w charakterze służby już w drugiej połowie XVI wieku. Zwyczaj taki praktykowany był na dworze królewskim i w majątkach magnatów. Przywożono wyłącznie mężczyzn. Czarnoskórego służącego miał Stefan Batory, zaś na początku wieku XVII Andrzej Fredro. Sługa tego drugiego zasłynął z „wybitnego i czynnego udziału”, jaki brał w burdach swego pana. W pierwszej połowie XVII wieku inny czarnoskóry – Aleksander Dynis – znalazł się w służbie biskupa krakowskiego. Został ożeniony z chłopką, zaś jego syn, po przybraniu nazwiska Rodacki, trafił nawet do „Liber Chamorum” Waleriana Nekandy-Trepki. Zygmunt Radziwiłł w 1641 roku kupił natomiast na Malcie czarnoskórą kobietę, ale ta prawdopodobnie nie trafiła do Polski. W roku 1752 Hieronim Florian Radziwiłł z Białej zakupił w Londynie 12 niewolników. Czarnoskórego służącego miał także starosta spiski książę Teodor Józef Lubomirski oraz Maryna Mniszchówna.
Nie stwierdzono istnienia w Rzeczypospolitej rynku niewolniczego, którego przedmiotem byliby jeńcy muzułmańscy znad Morza Czarnego zdobywani podczas wypraw łupieżczych starostów polsko-litewskich z Ukrainy. Tym niemniej jeńcy tatarsko-tureccy bywali często więźniami-niewolnikami na dworach kresowych magnatów (przetrzymywanymi np. w charakterze zakładników na ewentualne wymiany). W 1704 roku Karol XII w zdobytym Lwowie uwolnił i obdarował wolnością sporą liczbę jeńców tureckich i tatarskich. Wiadome są też przypadki obecności niewolników pochodzenia kaukaskiego - słynnych z urody kobiet z Czerkiesji. W 1673 roku taką czerkieską niewolnicę wykradł Michałowi Chanence, hetmanowi wiernych królowi Kozaków, słynny zagończyk Jan Piwo. W okresie kryzysu społeczno-politycznego na kresach Rzeczypospolitej w drugiej poł. XVII wieku (okres tzw. Ruiny) procederem handlu niewolnikami zaczęli parać się Kozacy z Prawobrzeża, współpracujący wówczas z Turkami i Tatarami. W 1674 roku Iwan Sirko schwytał nad Ingułem Iwana Mazepę, który wiózł list do wezyra tureckiego oraz piętnastu Kozaków lewobrzeżnych w podarunku dla niego. Wg biskupa Józefa Szumlańskiego za hetmanatu Piotra Doroszenki "w Czehryniu na rynku, pod oknami biskupa sprzedawano po 50-60 osób jednocześnie, handlując ludnością Ukrainy jak bydlętami".

## Współczesna Polska
Niewolnictwo jest nielegalne w Polsce. Według niektórych aktywistów i badaczy, ofiary handlu ludźmi są porównywalne z niewolnikami. Zaliczają się do tych grup osoby zmuszone do przymusowej pracy (zwłaszcza prostytucji), ale także wymuszonych małżeństw. Za niewolników uważa się niekiedy robotników z Korei Północnej, sprowadzanych do Polski, m.in. na budowy. Global Slavery Index szacował w 2019 r., że w Polsce znajduje się ok. 128 000 osób w kategorii współczesnych niewolników.

## Źródła
1. ↑  Handel niewolnikami - wstydliwa tajemnica państwa Piastów [online], Nauka w Polsce [dostęp 2025-02-25].
2. ↑  Juliusz Bardach, Boguslaw Lesnodorski, and Michal Pietrzak, Historia panstwa i prawa polskiego (Warsaw: Panstwowe Wydawnictwo Naukowe, 1987, pp.18, 40–41
3. ↑  Czy polscy chłopi byli „niewolnikami wyzyskiwanymi przez szlachtę?”- chybiony i niebezpieczny tok myślenia [online], histmag.org [dostęp 2022-04-13].
4. ↑  Pospólstwo, czyli prawo życia i śmierci w Rzeczypospolitej [online], www.wilanow-palac.pl [dostęp 2022-04-13].
5. ↑  Nasi przodkowie? W większości byli chłopami, czyli niewolnikami [online], kultura.gazetaprawna.pl, 3 marca 2019 [dostęp 2022-04-13] (pol.).
6. 1 2 3  Janusz Tazbir, Przybysze z innych kontynentów, „Problemy”, nr 4 (513) kwiecień 1989, s. 2–4.
7. ↑  Andrzej (1936– ) Dziubiński, Polsko-litewskie napady na tureckie pogranicze czarnomorskie w epoce dwu ostatnich Jagiellonów, „Kwartalnik Historyczny”, 1996 [dostęp 2022-03-19] (pol.).
8. ↑  Tatarzy Lipkowie w królewskim więzieniu w Żółkwi [online], www.wilanow-palac.pl [dostęp 2022-03-19].
9. ↑  Zbigniew Anusik, Karol XII, Wrocław 2006, s. 124.
10. ↑  Piwo Jan h. Prawdzic (zm. 1673) [online], www.wilanow-palac.pl [dostęp 2022-04-13].
11. ↑  Jan Perdenia, Hetman Piotr Doroszenko a Polska, Kraków 2000, s. 388.
12. ↑  Jan Perdenia, Hetman Piotr Doroszenko a Polska, Kraków 2000, s. 422.
13. ↑  Global Estimates of Modern Slavery: Forced Labour and Forced Marriage [online], 19 września 2017 [dostęp 2022-04-14] (ang.).
14. ↑  Irena Malinowska, Wojciech Szczepański (2013) Handel ludźmi na początku XXI wieku Obronność - Zeszyty Naukowe Wydziału Zarządzania i Dowodzenia Akademii Obrony Narodowej nr 1(5), 185-207
15. ↑  Cash for Kim: North Korean Forced Laborers in Poland [online], www.vice.com [dostęp 2022-04-14] (ang.).
16. ↑  Die Welt: „niewolnicza praca” Koreańczyka z Północy w Polsce [online], Rzeczpospolita [dostęp 2022-04-14] (pol.).
17. ↑  Maps | Global Slavery Index [online], www.globalslaveryindex.org [dostęp 2022-04-14].